# سفير سورسدال
سفير سورسدال (بالنرويجية البوكمول: Sverre Sørsdal)‏ (5 أغسطس 1900 – 21 مارس 1996) هو ملاكم نرويجي راحل، مثّل بلاده في الألعاب الأولمبية الصيفية في دورات 1920 و1924 و1928.

## روابط خارجية
سفير سورسدال على موقع أوليمبيديا (الإنجليزية)